# Droga ekspresowa S17 (Polska)

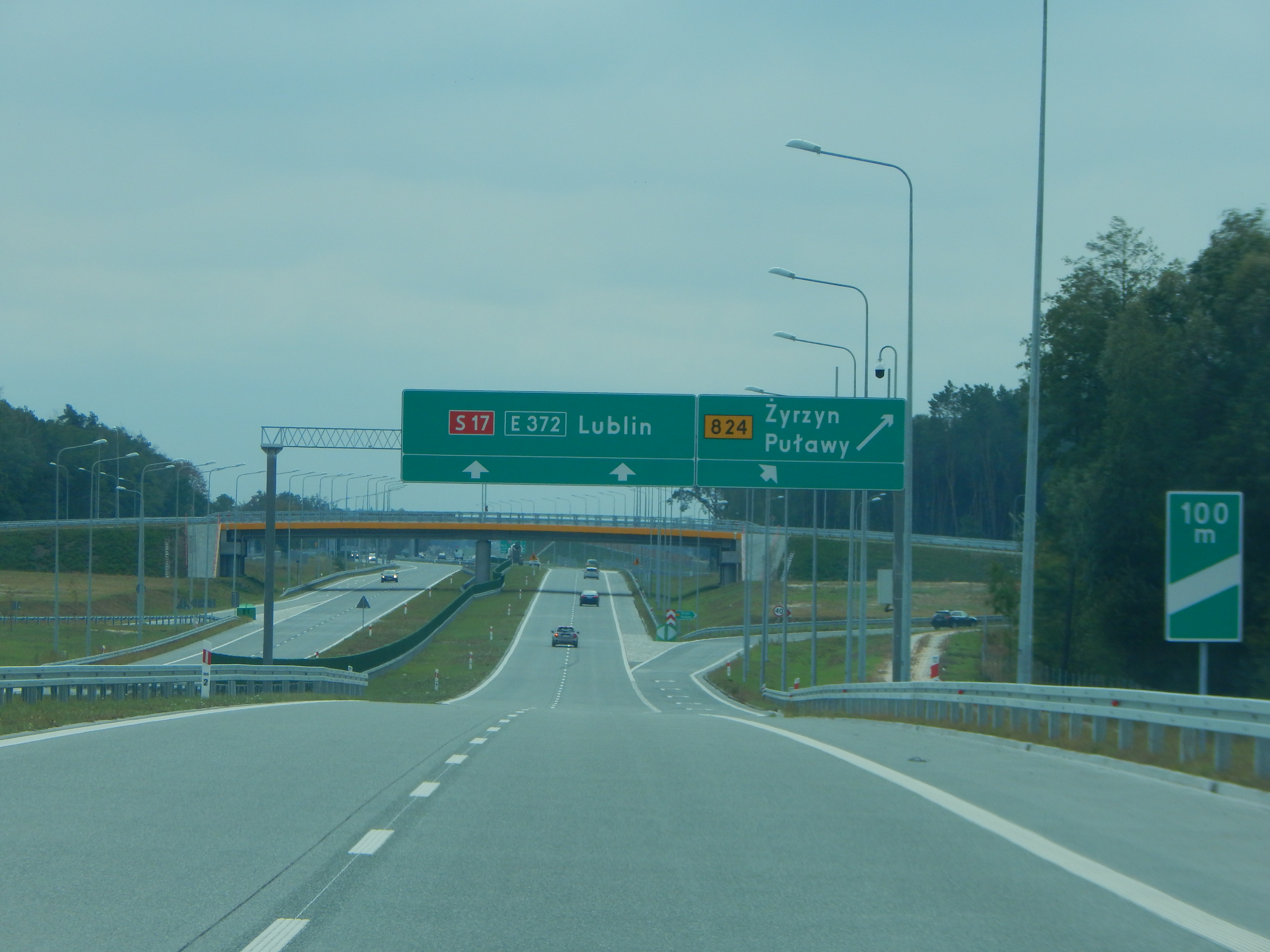
Węzeł Żyrzyn, skrzyżowanie z DW824

Droga ekspresowa S17 – budowana droga ekspresowa Warszawa – Hrebenne (granica z Ukrainą) w ciągu trasy europejskiej E372. Połączy aglomerację warszawską z aglomeracją lubelską i poprowadzi dalej przez Zamość w kierunku Lwowa. Nazywana jest Szosą Lubelską.
Odcinek pomiędzy Kurowem a Piaskami (wspólny z drogą ekspresową S12) tworzy główną oś transportową w województwie lubelskim. Na początkowym fragmencie (od S8 do A2) droga ma stanowić Wschodnią Obwodnicę Warszawy (WOW), część Ekspresowej Obwodnicy Warszawy (EOW). Trasa S17 obecnie (październik 2024) łączy Warszawę (węzeł Zakręt) z Piaskami (węzeł Piaski Wschód), oraz omija Tomaszów Lubelski (ukończenie budowy planowane jest po roku 2026).

## Odcinki istniejące

### Warszawa (Lubelska) – Kołbiel
Długość: Około 20 km. Odcinek oddano w lipcu 2020 roku, jednak nabrał znaczenia dopiero po oddaniu fragmentu trasy S2, stanowiącego część południowej obwodnicy Warszawy.

### Kołbiel – Garwolin
Długość: 13 km. Umowa na budowę odcinka została podpisana 27 stycznia 2016 roku. Odcinek oddano do użytku 23 grudnia 2019 roku.

### Obwodnica Garwolina
Długość: 12,8 km; otwarta 26 września 2007.

### Garwolin – Granica województw maz-lub.
Długość: 25,2 km. Umowa na budowę została podpisana 22 września 2015 r. Oddany do użytku 4 lipca 2019.

### Granica województw – Węzeł Skrudki
Długość: 20,17 km. Oddany do użytku w dwóch terminach:
- Granica województw – węzeł Ryki Północ, długość 5 km; 4 lipca 2019,
- Węzeł Ryki Północ – węzeł Skrudki, długość – około 15 km; 6 września 2019.

### Skrudki – Kurów Zachód
Długość: 13,2 km, oddany do użytku 19 czerwca 2019.

### Kurów Zach. – „Lublin Sławinek”
Długość: 32,4 km; odcinek wspólny z S12:
- Kurów Zach. – Jastków o długości 24,7 km; otwarty 28 maja 2013,
- Jastków – „Lublin Sławinek” o długości 7,7 km; otwarty 25 września 2014 wraz z odcinkiem miejskim tworzącym nowy wjazd do Lublina.

### Obwodnica Lublina
Długość: 23 km. Składa się z dwóch odcinków:
- „Lublin Sławinek” – „Lublin Rudnik” (10,2 km; północna obwodnica Lublina, odcinek wspólny z S12 i S19), otwarty 31 października 2014,
- Lublin Rudnik – Lublin Felin (12,8 km; wschodnia obwodnica Lublina, odcinek wspólny z S12), otwarty 15 października 2014.

### Lublin Felin – Piaski Wsch.
Długość: 18,0 km; odcinek wspólny z S12, składa się z dwóch odcinków:
- Lublin Felin – Piaski Zach. o długości 13,8 km oddany do ruchu 21 grudnia 2012, jako droga ekspresowa 11 lipca 2013,
- obwodnica Piask (Piaski Zach. – Piaski Wsch.) o długości 4,2 km; otwarta 11 października 2004, jako droga ekspresowa 11 lipca 2013.

### Obwodnica Tomaszowa Lubelskiego
Długość: 9,6 km. Oddana do użytku w dwóch terminach:
- Pierwsza jezdnia (w rejonie węzłów Tomaszów-Północ oraz Tomaszów-Południe w docelowym przekroju dwujezdniowym) – 29 listopada 2021,
- Druga jezdnia - 31 sierpnia 2023.

### Odcinki oznaczone jako DK17
Obwodnica Hrebennego przy granicy z Ukrainą o długości 2,0 km zbudowana w standardzie jednojezdniowej drogi ekspresowej, oddana do użytku 28 kwietnia 2008.

## Historia budowy

### Garwolin – granica województwa mazowieckiego
Długość odcinka: 25,2 km. 22 września 2015 podpisano umowy na zaprojektowanie i budowę dwóch odcinków o łącznej długości 25,2 km. Ich wykonawcą był Budimex. Realizację odcinka od Garwolina do granicy województw podzielono na dwa zadania: od obwodnicy Garwolina do końca obwodnicy Gończyc o długości 12,2 km oraz od obwodnicy Gończyc do granicy województw o długości 13 km. Wartość pierwszego odcinka to ok. 288,5 mln zł, a drugiego 313,6 mln zł. Czas realizacji 34 miesiące (w trakcie prac budowlanych nie wlicza się okresów zimowych od 15 grudnia do 15 marca), a okres gwarancji 10 lat. Droga została oddana do ruchu 4 lipca 2019.

### Granica województwa mazowieckiego – Skrudki
Długość: 20,2 km. Pod koniec 2013 r. ruszyły przetargi na wykonanie 4 odcinków S17 o łącznej długości 58,6 km. 9 listopada 2015 r. podpisano umowę na realizację drogi ekspresowej S17 od granicy województw do węzła Skrudki. Wykonawcą tego odcinka S17 w trybie „Projektuj i buduj” została firma PORR Polska Infrastructure (wcześniej Bilfinger Infrastructure). Wartość kontraktu to ok. 608,8 mln zł. Fragment drogi o dł. 5 km od granicy województw do węzła Ryki północ oddano 4 lipca 2019 roku. Pozostały odcinek (od węzła Ryki północ do węzła Skrudki) został oddany 6 września 2019 roku z ograniczeniem prędkości do 100 km/h (ograniczenie zostanie zniesione po dokonaniu niezbędnych kontroli przez nadzór budowlany).

### WęzełSkrudki– węzełKurów Zachód
Długość odcinka: 13,2 km. Umowę na zaprojektowanie i budowę tego odcinka drogi ekspresowej S17 łączącej Warszawę z Lublinem podpisano 19 października 2015 roku. Najkorzystniejszą ofertę złożyła firma Mota-Engil Central Europe. Odcinek na terenie województwa lubelskiego pomiędzy węzłami Skrudki i Kurów Zachód, powstał kosztem ok. 270,8 mln zł. Wykonawca zadeklarował ukończyć prace w ciągu 34 miesięcy (do czasu nie wlicza się okresów zimowych od 15 grudnia do 15 marca). Oddano do użytku 19 czerwca 2019.

### Kurów Zach. – Jastków
Budowa 24,7 km dwujezdniowego odcinka DK12 i DK17 od węzła Kurów Zach. d. Sielce do Jastkowa d. Bogucin. Otwarcie ofert na budowę odcinka omijającego Kurów i Garbów odbyło się 21 września 2010. 3 marca 2011 podpisano umowę ze spółką Mota-Engil Central Europe S.A. Planowano zakończenie prac w marcu 2013, oddano do użytku 28 maja 2013.

### Jastków– LublinSławinek
Budowa 7,7 km dwujezdniowego odcinka DK12 i DK 17 od węzła Jastków do węzła Sławinek d. Dąbrowica wraz z połączeniem z al. Solidarności w Lublinie. Otwarcie ofert na budowę tego odcinka nastąpiło 15 marca 2011. Podpisanie umowy przez konsorcjum Budimexu i Ferrovial Agroman 9 czerwca 2011. Pierwotny termin zakończenia budowy 9 czerwca 2013. Później zakończenie prac planowano na listopad 2013. Jednakże trasa nie została otwarta, pomimo zakończenia na niej prac budowlanych, gdyż wykryto osiadanie nasypu, w dolinie rzeki Ciemięga, po którym biegła droga. W lutym 2014 powołano eksperta do zbadania przyczyn osiadania nasypu. Po ogłoszeniu wyników ekspertyzy zdecydowano się na rozebranie nasypu na długości 240 m i zbudowanie go od nowa z lżejszych materiałów. Oddanie do użytku 25 września 2014.

### Lublin Sławinek – Lublin Rudnik
Budowa 10,2 km odcinka wspólnego przebiegu S12, S17 i S19 od węzła Lublin Sławinek (S19 do Rzeszowa) do węzła Lublin Rudnik (zjazd na Lubartów, S19). Odcinek wybudowany przez Dragados w standardzie drogi ekspresowej dwujezdniowej o 3 pasach ruchu w każdym kierunku. Stanowi wspólny przebieg dróg ekspresowych S12, S17 i w przyszłości również S19. Pierwotny termin zakończenia budowy 5 grudnia 2013, później – sierpień 2014, otwarty 31 października 2014.

### Lublin Rudnik – Lublin Felin
Budowa 12,8 km odcinka od węzła Lublin Rudnik (d. Lublin-Lubartów) do węzła Lublin Felin (d. Lublin-Witosa). Odcinek budowany przez Dragados. Pierwotny termin zakończenia budowy 5 grudnia 2013, oddanie do użytku 15 października 2014.

### Lublin Felin – Piaski Zach.
Przebudowa 13,8 km dwujezdniowego odcinka DK12 i DK17 od węzła Lublin Felin (d. Lublin-Witosa) do Piask. W przetargu na budowę tego odcinka wybrano najtańszą ofertę złożoną przez konsorcjum firm: Budimex (Polska) i Ferrovial Agroman (Hiszpania), w wysokości 460 mln zł. Umowę z wykonawcami podpisano 12 listopada 2010 roku, a prace ruszyły w 2010 roku. Oddanie do ruchu wszystkich węzłów – 21 grudnia 2012, jako droga ekspresowa – 11 lipca 2013.

### Węzeł Lubelska – Garwolin
Odcinek o długości ok. 42 km. Przedsięwzięcie polegało na rozbudowie drogi krajowej nr 17 do parametrów drogi ekspresowej na odcinku od węzła Lubelska w Wiązownie do granicy województwa lubelskiego, z wyłączeniem fragmentu drogi obejmującego istniejącą obwodnicę Garwolina realizowanej według wariantu Ib (ze zmianą lokalizacji węzła Bocian na węzeł Kołbiel). Początek drogi znajduje się w km 3+200 i nawiązuje do granicy budowanego węzła Lubelska, który nie był objęty zakresem opracowania. Koniec rozbudowy drogi przyjęto w km 74+883 – na granicy województw: mazowieckiego i lubelskiego. Przedsięwzięcie składało się z czterech odcinków:
- węzeł Lubelska (km 3+200) – początek obwodnicy Kołbieli (km 19+200, oddano do użytku 17 lipca 2020[25])
- obwodnica Kołbieli (od km 19+200 do km 27+900)
- koniec obwodnicy Kołbieli (km 27+900) – początek obwodnicy Garwolina (km 40+700, oddano do użytku 23 grudnia 2019[8])
- koniec obwodnicy Garwolina (km 50+520) – granica województwa lubelskiego (km 74+883, oddany do użytku 4 lipca 2019[10])

Zgodnie z umową wykonawcy mieli 34 miesiące na oddanie inwestycji do użytkowania (nie wliczając okresów zimowych od 15 grudnia do 15 marca przypadających na prace w terenie) co oznaczało zakończenie budowy w połowie 2019 roku. Termin ten był wielokrotnie zmieniany.

### Tomaszów Lubelski Północ – Tomaszów Lubelski Południe
Kolejnym wybudowanym odcinkiem trasy ekspresowej S17 jest licząca 9,6 km długości (dokładnie 9,58 km) obwodnica Tomaszowa Lubelskiego. W ramach tego przedsięwzięcia wybudowano dwa węzły drogowe. Oprócz tego powstały cztery przejazdy nad drogami lokalnymi.
Dla połączenia obwodnicy z drogą wojewódzką nr 850 (km 1+673) wybudowany został węzeł drogowy Tomaszów Północ, z przeprowadzeniem drogi wojewódzkiej ponad obwodnicą i włączeniem łącznic za pomocą skrzyżowań. Na przecięciu obwodnicy i drogi powiatowej nr 3521 L (km 3+868), wybudowany został przejazd drogowy, w którym droga powiatowa biegnie jak w stanie istniejącym, zaś ponad nią poprowadzono obwodnicę po estakadzie. Na przecięciu obwodnicy i drogi powiatowej nr 3543 L (km 5+622), wybudowano przejazd drogowy nad obwodnicą.
Dla włączenia do przebiegu istniejącej drogi krajowej nr 17, stanowiącej główny wyjazd/wjazd do miasta od strony południowej (jest to również wjazd od strony przejścia granicznego z ukrainą w Hrebennem), wybudowany został całkowicie bezkolizyjny węzeł drogowy Tomaszów Południe (km 8+312). Drogi niższych klas zostały zamknięte, a w uzasadnionych przypadkach znalazły kontynuację w zaprojektowanych na nowo drogach dojazdowych. W rejonie węzła Tomaszów Południe znalazły się dwa przejazdy gospodarcze pod obwodnicą.
17 listopada 2017 podpisano umowę z Mota-Engil Central Europe o wartości ok. 193,5 mln zł. Kontrakt obejmował zaprojektowanie i wybudowanie obwodnicy. Okres realizacji przedsięwzięcia to 34 miesiące od podpisania umowy z wyłączeniem okresów zimowych (15 grudnia – 15 marca) w trakcie trwania robót. Obwodnicę otwarto 29 listopada 2021 roku.
W ramach II etapu budowy obwodnicy Tomaszowa Lubelskiego planowana była dobudowa jezdni prawej (zachodniej) wraz z dostosowaniem rozwiązań z etapu 1 (węzły, obiekty inżynierskie). 29 kwietnia 2019 została podpisana umowa na wykonanie koncepcji programowej od węzła „Zamość Wschód” do początku obwodnicy Hrebennego, która obejmowała także wykonanie KP dla drugiej jezdni obwodnicy Tomaszowa Lubelskiego. Do zadania tego, w drodze przetargu wybrana została firma IVIA, która zadeklarowała wykonać je za około 9,7 miliona złotych.
23 września 2020 podpisano z wykonawcą obwodnicy aneks do umowy, o wartości ok. 74 mln zł, który zakładał wybudowanie całego odcinka stanowiącego obwodnicę, już w docelowym przekroju dwujedzniowym. Prace na budowie zakończyły się w sierpniu 2023. Druga jezdnia została udostępniona do ruchu 31 sierpnia 2023. Całkowity koszt budowy obwodnicy (wraz z pracami przygotowawczymi, wykupem gruntów i nadzorem) wyniósł około 365 mln zł.

## Odcinki w budowie

### Węzeł Warszawa Wschód (Zakręt) – Węzeł Lubelska
Odcinek o długości 2,5 km. 22 listopada 2017 r. została podpisana umowa na zaprojektowanie i budowę odcinka z firmą Warbud S.A. Wartość inwestycji wynosi 224,9 mln zł, a czas realizacji to 34 miesiące (w okres robót budowlanych nie wlicza się okresu zimowego tj. 15 grudnia – 15 marca). Planowany termin oddania do użytkowania to marzec 2021. Wybudowany odcinek będzie stanowić fragment wschodniej obwodnicy Warszawy. W grudniu 2022 oddano do ruchu ciąg główny S17.

### Piaski Wschód - Łopiennik
Długość: 16,65 km. Budowa tego fragmentu ma również obejmować przebudowę węzła Piaski, mającego w przyszłości stanowić odejście od S12. 28 grudnia 2022 r. ogłoszono przetarg na realizację inwestycji w trybie "projektuj i buduj". Pierwotnie planowanym terminem oddania odcinka do użytkowania był 2027 rok. Do maja 2024 r. złożono 11 ofert na realizację tego odcinka. W maju 2024 r. GDDKiA wybrało najkorzystniejszą ofertę złożoną przez firmę Intercor, opiewającą na kwotę 695,5 mln zł. Od tej decyzji odwołali się inni uczestnicy postępowania. Krajowa Izba Odwoławcza uwzględniła odwołania i zobowiązała GDDKiA do ponownej oceny i badania ofert. W efekcie jako najkorzystniejsza została wybrana oferta konsorcjum Aldesa Construcciones Polska (jako lider) oraz Aldesa Construcciones o wartości niespełna 810 mln zł. Ostatecznie, kontrakt na realizację tego fragmentu trasy podpisany został 27.09.2024 r. Według zapisów umowy, wykonawca ma 41 miesięcy (licząc od dnia jej zawarcia) na zaprojektowanie i wybudowanie drogi, a także na uzyskanie niezbędnych decyzji pozwalających na jej użytkowanie. Do czasu przewidzianego na realizację nie wlicza się okresów zimowych, trwających od połowy grudnia do połowy marca, co oznacza, że odcinek powinien zostać oddany do użytkowania w maju 2029 roku.

### Izbica - Zamość Sitaniec
Długość: 9,89 km. Planowany termin oddania do użytkowania: 2027 rok. 28 grudnia 2022 r. GDDKiA ogłosiła przetarg na realizację inwestycji w trybie "projektuj i buduj". 6 lutego 2024 r. wybrano najkorzystniejszą ofertę na realizację tego odcinka, złożoną przez konsorcjum firm Aldesa Construcciones Polska oraz Aldesa Construcciones, opiewającą na kwotę ok. 522,3 mln zł. Wybór oferty został jednak unieważniony z powodu wyroku Krajowej Izby Odwoławczej. 7 maja 2024 r. ponownie wybrano najkorzystniejszą ofertę, złożoną przez konsorcjum firm GAP Insaat (z Turcji), Fabe Polska, oraz Side Midas Stroy (z Kazachstanu). Umowa z wykonawcą została podpisana 20 sierpnia 2024 r.

### Zamość Wschód - Zamość Południe
Długość: 12,2 km. 14 października 2022 r. podpisano umowę na realizację odcinka w trybie "projektuj i buduj". Jako wykonawcę została wybrana firma Budimex, która zrealizuje je za kwotę około 440,6 mln zł. Inwestycja ma zostać zrealizowana w ciągu 36 miesięcy od podpisania umowy (nie wliczając okresów zimowych od 16 grudnia do 15 marca na etapie robót budowlanych).

### Zamość Południe – Tomaszów Lubelski Północ
Długość: 18,5 km. 28 listopada 2022 r. podpisano kontrakt na realizację inwestycji, opiewający na kwotę 822,5 mln zł z turecką firmą KOLİN İnşaat.

### Tomaszów Lubelski Południe – Hrebenne
Długość: 17,3 km. 28 listopada 2022 r. podpisano z firmą Budimex kontrakt na zaprojektowanie i wybudowanie odcinka. Koszt realizacji to 598,2 mln zł.

## Odcinki planowane

### Wschodnia Obwodnica Warszawy
W grudniu 2005 został złożony do wojewody mazowieckiego wniosek o wydanie decyzji o środowiskowych uwarunkowaniach zgody na inwestycję (DŚU). 19 października 2007 r. wydano DŚU na wariant WIIIA, podtrzymaną 24 kwietnia 2009 r. przez Generalnego Dyrektora Ochrony Środowiska (decyzja środowiskowa stała się tym samym ostateczna). Wariant IIIA pokrywał się z planowanym od kilkudziesięciu lat kształtem wschodniej obwodnicy Warszawy.
Fragment DŚU, dotyczący przebiegu przez Wesołą został w listopadzie 2010 uchylony przez Wojewódzki Sąd Administracyjny w Warszawie. Dodatkowo występowały problemy środowiskowe w okolicy węzła Zielonka. Wszystko to powodowało, że zmiana przebiegu trasy wydawała się konieczna.
W marcu 2015 dyrektor warszawskiego oddziału GDDKiA stwierdził, że termin zakończenia inwestycji do 2020 roku jest jak najbardziej realny. Jednak w styczniu 2017 rzeczniczka mazowieckiego oddziału GDDKiA poinformowała, że aktualnym terminem oddania trasy jest rok 2023.
22 listopada 2017 r. został podpisany kontrakt na zaprojektowanie i budowę odcinka węzeł Zakręt – węzeł Lubelska. Do zamknięcia pierścienia obwodnic Warszawy pozostaje wybudowanie odcinka węzeł Drewnica – węzeł Zakręt o długości 14,6 km, który czeka na wydanie decyzji środowiskowej.
24 listopada 2017 r. została wydana decyzja środowiskowa dla odcinka węzeł Drewnica – węzeł Ząbki o długości 3,6 km. W pierwszym kwartale 2018 roku planowane było ogłoszenie przetargu na koncepcję programową, a wiosną 2019 roku przetargu na wykonanie odcinka w systemie „projektuj i buduj”. Wydanie decyzji dla pozostałej części zapowiedziano na lipiec 2018, jednak termin został zmieniony na 31 grudnia 2018.
16 lutego 2021 r. Generalna Dyrekcja Ochrony Środowiska poinformowała o uchyleniu w całości decyzji środowiskowej dla odcinka Zakręt – Ząbki.

### Łopiennik - Krasnystaw Północ
Długość: około 9 km. Planowany termin oddania do użytkowania: 2028 rok. 5 lutego 2024 r. wydana została decyzja o uwarunkowaniach środowiskowych.

### Krasnystaw Północ – Izbica
Długość: 18,8 km. Planowany termin oddania do użytkowania: 2027 rok. 28 grudnia 2022 r. GDDKiA ogłosiła przetarg na zaprojektowanie i wybudowanie odcinka.

### Zamość Sitaniec - Zamość Wschód
Długość: około 11 km. Odcinek ten będzie również stanowić ekspresową obwodnicę Zamościa na osi Warszawa – Przejście graniczne z Ukrainą w Hrebennem. Według aktualnych planów odcinek ma zostać ukończony w 2028 roku. 5 sierpnia 2024 r. Regionalny Dyrektor Ochrony Środowiska w Lublinie wydał decyzję o środowiskowych uwarunkowaniach. Obecnie (październik 2024) trwa opracowywanie przez GDDKIA szczegółowego projektu technicznego, niezbędnego do ogłoszenia przetargu na zaprojektowanie i wybudowanie tego fragmentu trasy.

### Obwodnica Hrebennego
17 października 2023 r. Generalna Dyrekcja Dróg Krajowych i Autostrad ogłosiła przetarg na opracowanie Studium techniczno-ekonomiczno-środowiskowego z elementami koncepcji programowej, wraz z możliwymi wariantami przebiegu drogi, uzyskanie decyzji środowiskowej oraz przygotowanie dokumentacji do przetargu w trybie Projektuj i buduj.
Odcinek ma powstać w nowym śladzie i przebiegać będzie od końca odcinka S17 Tomaszów Lubelski-Hrebenne, będącego obecnie w realizacji, do planowanego terminala odpraw samochodów ciężarowych Hrebenne-Rawa Ruska, który ma być zlokalizowany około 1 km na północ od istniejącego przejścia granicznego.